# Semicupio

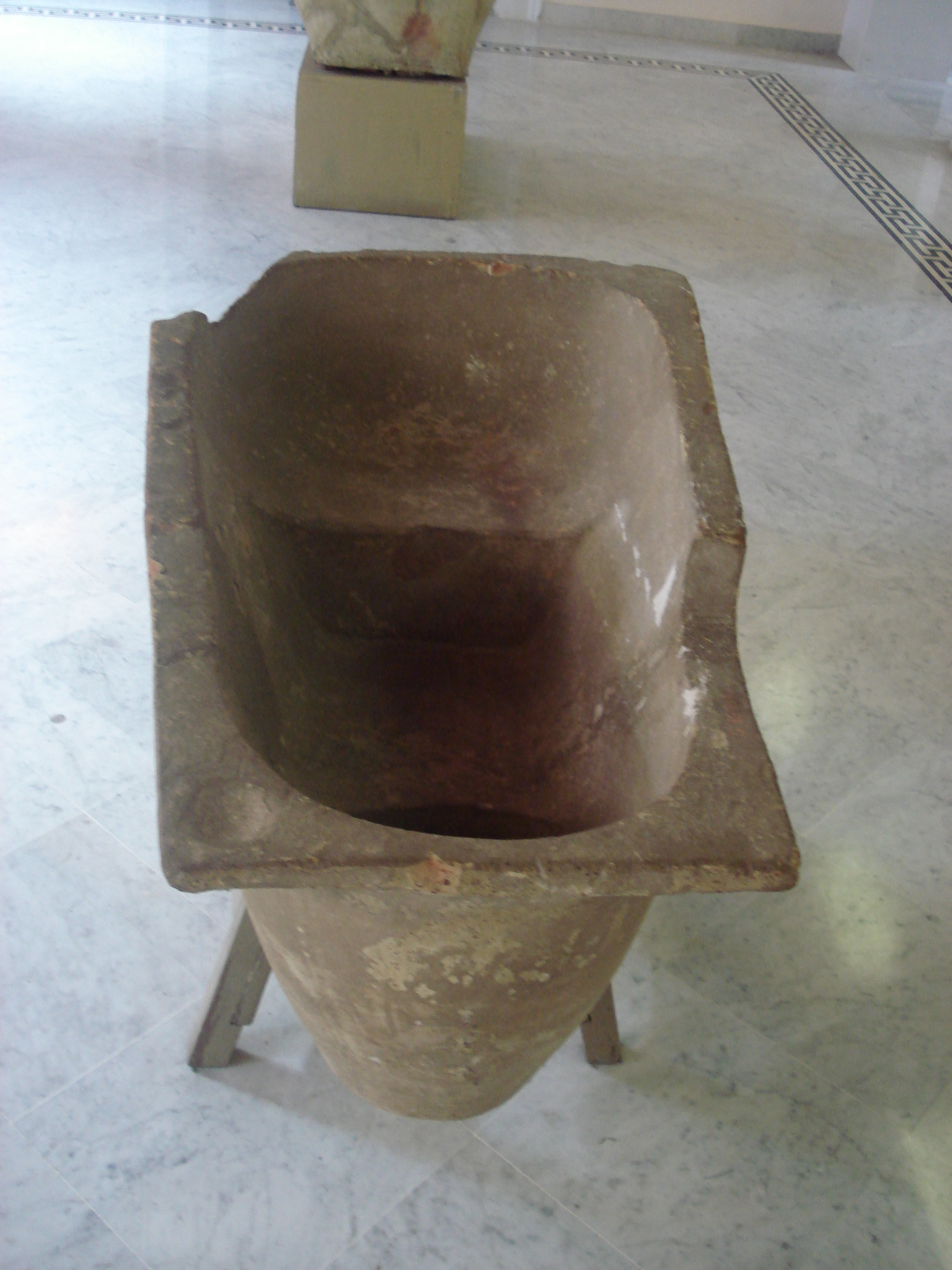
Antica vasca da bagno in terracotta di fattura magnogreca (Museo archeologico regionale di Palermo)

Il semicupio è un recipiente simile alla vasca da bagno, corta e munita di sedile interno, che permette di immergersi parzialmente restando seduti. Oggi è caduto in quasi totale disuso, ma conserva una sua nicchia di mercato sotto forma di vasche per anziani. Con lo stesso termine di semicupio si indica anche il bagno fatto in tale vasca.
Viene utilizzato spesso per fare ammolli salutari con oli essenziali per curare cistite, infezioni vaginali o uretrali, emorroidi, ragadi anali e ritenzione idrica.